# На дальних берегах (повесть)
«На дальних берегах» — историко-приключенческая повесть азербайджанских писателей И. Касумова и Г. Сеидбейли опубликованная в 1954 году в издательстве «Молодая гвардия».
Повесть о легендарных подвигах партизан в борьбе против фашистских захватчиков на берегах Адриатического моря. Повествует о героизме советского партизана и разведчика, участника движения Сопротивления против фашизма азербайджанца Мехти Гусейн-заде, сражавшегося в интернациональном партизанском отряде в Италии во время Второй мировой войны.
…В городе Триесте и окрестных районах то и дело взрываются важные военные объекты фашистов, склады оружия, летят под откос поезда, бесславно погибают фашистские воины. Всё это дело рук партизан, и в частности неуловимого «Михаила». Его имя вызывает у фашистов настоящий ужас. Кто он, сказочно смелый, легендарный партизан «Михаил»? Образ этот не выдуман. Таков был советский воин, верный сын азербайджанского народа Мехти Гусейн-заде, которого во время войны судьба забросила на дальние берега Адриатики. Главный герой повести — Гусейн-заде Мехти Ганифа оглы 16 ноября 1944 года вместе с группой партизан попал в засаду и героически погиб в неравном бою.
В 1958 г. по этой повести был поставлен одноименный фильм.